# Марьино (Гатчинский район)
Ма́рьино (фин. Marinova) — деревня в Гатчинском муниципальном округе Ленинградской области.

## История
На «Топографической карте окрестностей Санкт-Петербурга» Военно-топографического депо Главного штаба 1817 года она обозначена как деревня Марьина, состоящая из 12 дворов.
Деревня Марьина из 15 дворов упоминается и на «Топографической карте окрестностей Санкт-Петербурга» Ф. Ф. Шуберта 1831 года.

МАРЬИНА — деревня принадлежит Самойловой, графине, число жителей по ревизии: 82 м. п., 72 ж. п. (1838 год)

Деревня Марьина упоминается на карте Ф. Ф. Шуберта 1844 года и карте С. С. Куторги 1852 года.
В пояснительном тексте к этнографической карте Санкт-Петербургской губернии П. И. Кёппена 1849 года она записана как деревня Marinowa (Hartikoisi, Марьина), а также указано количество её жителей на 1848 год: савакотов — 91 м. п., 82 ж. п., всего 173 человека.

МАРЬИНО — деревня Царскославянского удельного имения, по просёлочной дороге, число дворов — 17, число душ — 84 м. п. (1856 год)

Согласно «Топографической карте частей Санкт-Петербургской и Выборгской губерний» в 1860 году деревня называлась Марьина и насчитывала 27 крестьянских дворов.

МАРЬИНО (КАРДЫКАЙНЕ) — деревня удельная при речке Славянке, число дворов — 27, число жителей: 86 м. п., 83 ж. п. (1862 год)

В 1879 году деревня Марьина насчитывала 20 дворов.

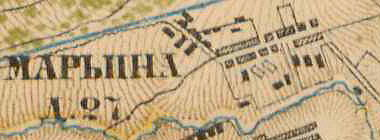
План деревни Марьино. 1885 год

В 1885 году деревня Марьина насчитывала 27 дворов.
В конце XIX века деревня административно относилась к Покровской волости 1-го стана Царскосельского уезда Санкт-Петербургской губернии, в начале XX века — 4-го стана. Население деревни было исключительно финским.
К 1913 году количество дворов в деревне увеличилось до 52.
В 1917 году в деревне вновь осталось 27 крестьянских дворов.
С 1917 по 1918 год деревня Марьино входила в состав Покровской волости Царскосельского уезда.
С 1918 года в составе Порицко-Марьинского сельсовета Вениокской волости Детскосельского уезда.
С 1919 года в составе Вениокско-Покровской волости.
С 1922 года в составе Порицко-Гамболовского сельсовета.
С 1923 года в составе Слуцкой волости Гатчинского уезда.
С 1924 года в составе Покровского сельсовета.
Согласно данным переписи населения СССР 1926 года в деревне Марьино Покровского сельсовета Троцкой волости Троцкого уезда проживали 202 человека, все финны.
С 1927 года в составе Детскосельской волости, а затем Детскосельского района.
По административным данным 1933 года деревня называлась Марьино и входила в состав Покровского сельсовета Красногвардейского района.

План деревни Марьино. 1939 год

С 1939 года в составе Слуцкого района. Согласно топографической карте 1939 года деревня насчитывала 49 дворов.
В 1940 году население деревни Марьино составляло 251 человек.
C 1 августа 1941 года по 31 декабря 1943 года деревня находилась в оккупации.
В 1958 году население деревни Марьино составляло 177 человек.
С 1959 года в составе Антелевского сельсовета.
По данным 1966, 1973 и 1990 годов деревня Марьино также входила в состав Антелевского сельсовета.
В 1997 году в деревне проживали 28 человек, в 2002 году — 61 человек (русские — 93%), в 2007 году — 53.

## География
Деревня расположена в северо-восточной части района близ автодороги 41К-010 (Красное Село — Гатчина — Павловск).
Расстояние до административного центра поселения, деревни Пудомяги — 7 км.
Расстояние до ближайшей железнодорожной станции Антропшино — 4,5 км.

## Демография
| 1862 | 2007 | 2010 | 2017 |
| ---- | ---- | ---- | ---- |
| 169  | ↘53  | ↘52  | ↗75  |

### Национальный состав
Согласно данным Всероссийской переписи населения 2021 года в деревне проживали 187 человек, из них:
 русские — 180, узбеки — 2 человека, остальные национальность не указали.

## Фото

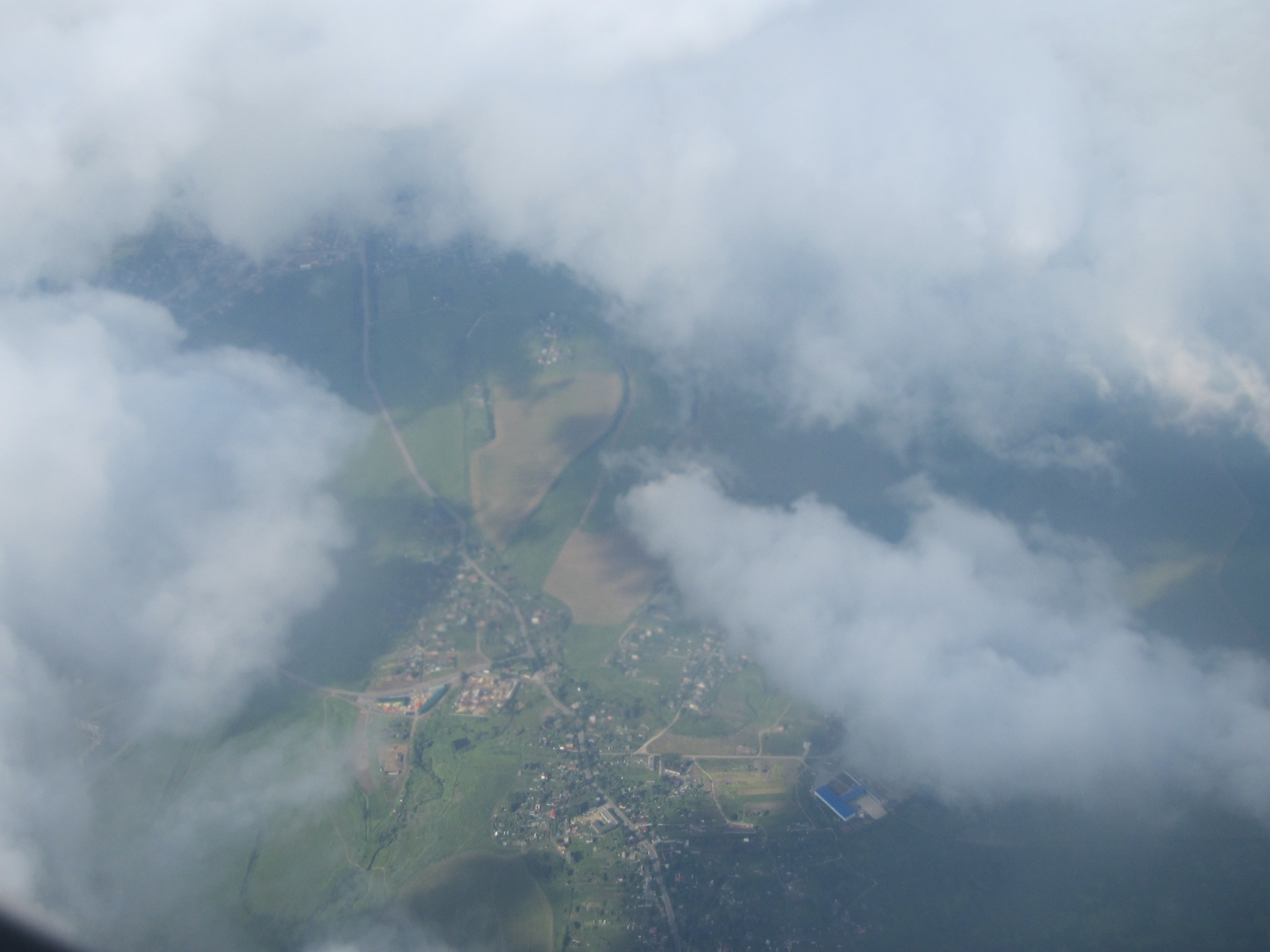
Вид на деревни Марьино, Порицы и Покровская. 2014 год

## Улицы
Западный переулок.